# Supercoupe d'Algérie féminine de football
La Supercoupe d'Algérie de Football Féminin (arabe : كأس الجزائر الممتازة النسائية) est une compétition de football féminin en Algérie, opposant les vainqueurs du Championnat d'Algérie et de la Coupe d'Algérie. Créée en 2016, cette compétition est l'équivalent féminin de la Supercoupe d'Algérie pour les hommes. Le vainqueur de la première édition en 2016 est le FC Constantine.

## Histoire
Un nouveau système de compétition du championnat de football féminin et de la coupe d'Algérie entre en vigueur durant la saison 2016-2017, qui vit aussi le déroulement pour la première fois de la Coupe de la Ligue (Coupe de la LNFF).
Ces décisions approuvées par le bureau fédéral lors d'un réunion qui s'est tenue le jeudi 19 mai 2016, vise à augmenter le volume de jeu des joueuses de football afin d'en élever le niveau, a précisé la Fédération Algérienne de Football sur son site officiel.
Le bureau fédéral décide également de l'organisation de la première édition de la Supercoupe du football féminin, dont le premier match opposa le champion de la saison 2015/2016 et le vainqueur de la Coupe d'Algérie de la même saison. Le FC Constantine s'impose face à l'Afak Relizane ; une séance de tirs au but a dû les départager.

## Finales
| Années | Vainqueurs     | Scores           | Finalistes    | Stades                      |
| ------ | -------------- | ---------------- | ------------- | --------------------------- |
| 2016   | FC Constantine | 0 – 0 (3 – 1)tab | Afak Relizane | Stade Omar Hamadi (Alger)   |
| 2024   | CF Akbou       | –                |               | Stade du 8-Mai-1945 (Sétif) |

## Nombre de titres par club
| Club           | Vainqueurs | Finalistes | Victoires | Finales |
| -------------- | ---------- | ---------- | --------- | ------- |
| CS Constantine | 1          | 0          | 2016      |         |
| CF Akbou       | 1          |            | 2024      |         |
| Afak Relizane  | 0          | 1          |           | 2016    |

Note : CS Constantine (ex. FC Constantine).